# 1021
Cette page concerne l'année 1021  du calendrier julien.
L'année 1021 est une année commune qui commence un dimanche.

## Événements
- Occupation norroise du site de L'Anse aux Meadows à Terre-Neuve, premier lieu d'Amérique visité de façon certaine par des membres d'une civilisation européenne[1].
- 13 février : disparition mystérieuse dans les collines de al-Muqattam, près du Caire, du calife Fatimide al-Hakim, peut-être assassiné à l'instigation de sa sœur Sitt al-Mulk[2].
  - Début du règne du calife fatimide Ali az-Zahir, intronisé sept jours après la disparition de son père (fin de règne en 1036)[3]. Sa tante Sitt al-Mulk assure la régence jusqu'en 1025[4]. Plusieurs révoltes des mercenaires éclatent sous son règne.
  - La secte des Druzes se constitue en Égypte après la disparition du calife, considéré comme une incarnation divine. Persécutés par le fils d'al-Hakim, ils se réfugient dans montagne du Liban[5].
- Printemps : 
  - L’empereur byzantin Basile II part en campagne contre le royaume de Géorgie pour réclamer la partie de l'Abkhazie qu'il a héritée en 1014. Il marche de Philomélion vers Erzeroum, et le roi Giorgi refusant de se soumettre, il rejoint la plaine de Basian entre l’Araxe et l’Euphrate. Il rencontre l’armée de Giorgi, qui après une bataille indécise qui coûte de lourdes pertes aux deux adversaires se replie vers l’Abkhazie poursuivie par les Byzantins. Basile atteint la région de Tiflis, incendiant les villes sur son passage, puis passe l’hiver à Trébizonde[6].
  - Henri II du Saint-Empire mène une campagne contre les Byzantins dans les Pouilles[7]. Il fait le siège de la forteresse byzantine de Troia pendant trois mois (avril-juin[8]), défendue par le catapan Basil Boiannes, mais ne peut s'en emparer[9], devant se retirer face à une épidémie[7]. Il reçoit l'hommage des princes lombards de Salerne et de Capoue[9].
- Septembre - octobre : le sultan Ghaznévide Mahmud de Ghazni échoue une nouvelle fois à envahir le Cachemire[10]. Il se tourne contre le râja Shahiya Trilochanpal, le bat et prend Lahore (1021-1022), ce qui lui assure la maîtrise du bassin de l’Indus[11].
- Les Turcs Seldjoukides attaquent l’Arménie. Ils sont défaits par les Bagratides sous les murs d’Ani. Par contre, le royaume de Vaspourakan, après avoir repoussé plusieurs assauts, se trouve en danger d’être submergé. Son roi conclut alors pendant l'hiver 1021-1022 un échange avec l’empereur byzantin Basile II, d’origine arménienne : il lui abandonne son royaume contre la ville et la région de Sivas (Sébaste) où il va s’installer avec près de 40 000 de ses sujets. Cette première grande migration affaiblit l’Arménie[12].
- Abd al-'Aziz, petit-fils d'Almanzor, instaure la dynastie des émirs amirides de Valence (Taïfa de Balansiya)[13].
- Des manichéens sont brûlés à Toulouse[14].